# Voicing (jazz)
Con il termine voicing si indica la strumentazione, la disposizione verticale e l'ordine delle note che compongono un accordo (quali note stanno nella parte più alta e nelle parti intermedie, quali note sono raddoppiate, in quale ottava si trova ciascuna nota, quale strumento o voce esegue ciascuna nota). La nota che si trova nella parte più bassa determina il rivolto.
Nella musica jazz, ogni voicing è una combinazione di suoni, raddoppi di note, omissioni di funzioni, spostamenti di note, e quindi presenta un numero di parti (di solito l'accordo è triade o tetrade, cioè è a 3 o a 4 parti, ma teoricamente raggiunge le 7 note della scala cui è riferibile). 
Ogni voicing nel jazz rappresenta una disposizione particolare, specifica e personale dei tipi di accordi esistenti, e una selezione delle note dell'accordo (teorico) cui si riferisce; è pertanto un insieme di voci disposte con libertà e anche svincolate dalla fondamentale.

## Caratteristiche
Ogni pianista nel jazz ha sviluppato un proprio sistema di voicing e i pianisti più famosi avevano un vasto vocabolario di voicing personali, ma anche comuni. Ad esempio Bill Evans è considerato l'inventore (forse è più un pioniere) di un certo tipo di voicing a tre note derivanti da rivolti di accordi a quattro parti con omissioni di note rispetto all'accordo teorico. In realtà Evans, cresciuto tra Debussy e Ravel, pensava più al pianismo classico impressionista nell'esecuzione di melodie jazz che non conoscevano se non solo di vista questo tipo di voicing o forme. 
Inoltre Evans usava tali voicing in un certo range di riferimento nell'ottava centrale e più sopra.
Il voicing, è bene ricordarlo, fa sempre riferimento ad un accordo teorico, il quale (accordo teorico) ordina gerarchicamente le note sempre in ordine crescente, dalla fondamentale (prima nota) alla tredicesima (sesta ad ottava), mentre il vocing le dispone in un altro ordine, non di certo crescente, ma combinando tali note tra loro, non senza raddoppi, omissioni, "abbassamenti" (in inglese "drop"), innalzamenti ("axis"), ecc. il tutto con riferimenti sempre alle scale musicali.
L'accordo teorico infatti fa sempre riferimento a una o più scale e ne rappresenta il suo naturale sviluppo nell'armonia tradizionale per terze.

## Costruzione dei voicing base
I voicing base si formano a 4 note, con qualche differenza rispetto agli accordi: questi invece delle toniche usano le tensioni oltre il settimo grado, quindi le none, undicesime e tredicesime. Molto spesso viene omessa anche la quinta.
Per praticità dividiamo per famiglie di accordi. degli aggregati più utilizzati (ma ne ce ne sono molti altri) che sovrapponiamo in determinati punti all'accordo teorico:
Esistono due posizioni fondamentali per ogni famiglia di voicing:
1. dal terzo grado
2. dal settimo grado

L'eccezione è data dall'accordo semidiminuito (sul 1° e sulla 5b) della scala locria, dall'accordo del modo frigio (sulla 2b° e sulla 5) e dagli accordi di sesta.

### Accordo Maggiore (I)
(accordo con terza maggiore e con settima maggiore)
in sigla: Maj7
- 1 posizione dalla settima, con le seguenti note:

7 9 3 5 ( 7 9 3 6)
- 2 posizione dalla terza, con le seguenti note:

3 5 7 9
N.B. è molto usato anche il terzo rivolto dell'accordo a quattro parti, anche con omissione della quinta:
7 1 3 (5)

### Accordo Maggiore Sesta (I)
(accordo con terza maggiore e con sesta)
in sigla: Maj 6
- 1 posizione dalla sesta, con le seguenti note:

6 1 3 5
- 2 posizione dalla terza, con le seguenti note:

3 5 6 9

### Accordo Dominante (V)
(accordo con terza maggiore e con settima minore)
in sigla: 7 o 9 o 13
- 1 posizione dalla settima, con le seguenti note:

7- 9 3 6
- 2 posizione dalla terza, con le seguenti note:

3 6 7- 9
N.B. per il V7alt la posizione che era propria della settima si usa invece sulla terza, e viceversa, questo per la regola delle sostituzioni di tritono sui dominanti. (Il V7alt rappresenta un VII della scala minore melodica).
N.B. per il V7b9 si usa la stessa posizione del diminuito sul settimo grado.

### Accordo Minore settima (II o VI)
(accordo con terza minore e con settima minore)
in sigla: - 7
- 1 posizione dalla settima, con le seguenti note:

7- 9 3- 5
- 2 posizione dalla terza, con le seguenti note:

3- 5 7- 9

### Accordo Minore Sesta (VI)
(accordo con terza minore e con sesta)
in sigla: - 6
- 1 posizione dalla settima, con le seguenti note:

6 9 3- 5
- 2 posizione dalla terza, con le seguenti note:

3- 5 6 9

### Accordo Minore (minore melodica, I- o VI)
(accordo con terza minore e con settima maggiore)
in sigla: -Maj 7
- 1 posizione dalla settima, con le seguenti note:

7 9 3- 5
- 2 posizione dalla terza, con le seguenti note:

3- 5 7 9
N.B. Il frammento qui usato è un accordo maggiore aumentato col suo rivolto.

### Accordo semidiminuito (VII)
(accordo con terza minore, settima minore e quinta bemolle)
in sigla: -7 b5 oppure con un cerchio barrato
- 1 posizione dalla fondamentale, con le seguenti note:

1 3 5b 7-
- 2 posizione dalla quinta bemolle, con le seguenti note:

5b 7- 1 3

### Accordo del modo frigio (III)
(accordo "sus" con settima minore, nona minore e sesta minore)
L'accordo "sus" deriva dalla parola inglese suspended (sospeso),ovvero mancante della 3 (modale) maggiore o minore. Tale peculiarità lo rende non appartenente né alla famiglia degli accordi maggiori, né minori.
in sigla: sus 7 b9 b13
- 1 posizione dalla seconda minore, con le seguenti note:

9- 4 5 1
- 2 posizione dalla quinta (poco usata), con le seguenti note:

5 1 2- 4

### Accordo diminuito
(accordo con terza minore, quinta diminuita e settima diminuita).
in sigla: 0
È un caso particolare perché composto interamente da terze minori e tritoni.
1 3- 5b 7bb (o 6)
Può applicarsi su uno dei quattro gradi, essendo un accordo speculare e simmetrico.

## Considerazioni
- Soffermandoci nella disamina di ogni voicing troveremo delle forme comuni a tutti i voicing, provenienti da armonie quartali pure o con l'aggiunta di una nota, in alcuni casi, o col tritono al posto delle quarte perfette. Molti di questi saranno sovrapposizioni di normali accordi dell'armonia per terze, o con qualche nota aggiunta o spostata. Altri ancora avranno in comune la stessa posizione, ma con diversa applicazione su punti differenti a seconda dell'accordo usato.
- Abbiamo trovato l'applicazione degli stessi aggregati per gli accordi dominanti (anche alterati), per gli accordi minori sesta, frigi, semidiminuiti; abbiamo trovato le stesse forme di aggregati invece per gli accordi minore settima (dorici ed eoli) e in parte per il maggiore settima e il maggiore sesta.
- La scala eolia e la scala dorica utilizzano le stesse posizioni, poiché non si usano le seste in questi voicing, ma solo in alcuni casi particolari.

## Utilizzo pratico
- Applicandoli in una progressione tipica II-V-I, ci permettono di effettuare pochi spostamenti nel passaggio da un accordo all'altro. Selezioniamo una delle due posizioni dalla quale vogliamo partire e suoniamo sempre tali posizioni in un registro intorno al do centrale, quasi mai sotto F2.
- I concatenamenti da un accordo all'altro di una progressione avvengono con lo spostamento di una sola nota dal II al V, con più note dal V al I.
- Da notare che la posizione dal terzo grado evolve in quella dal settimo grado dell'accordo successivo e viceversa.

N.B. La settima dell'accordo costruito sul II grado va sempre sotto di un semitono, per aver il successivo dominante.
- si possono usare anche gli altri due rivolti di queste due posizioni base.
- in circostanze di piano solo o di duo, in assenza del bassista, si possono aggiungere prime e quinte un'ottava sotto, o prime e decime (usando un'armonizzazione lata) un'ottava sotto, ma conviene portare all'ottava superiore la posizione fondamentale.

## Tecniche applicabili
Tali voicing possono essere usati in diverse circostanze e modi:
- con la sola mano sinistra sotto la melodia o l'improvvisazione, in organici dal trio in su (ma anche in altre circostanze)
- con la sola mano sinistra più in aggiunta strutture superiori o frammenti di modo (comping in fase di jam session)
- si può effettuare su di esso il drop 2 (abbassamento), portando la seconda nota dall'alto nell'ottava inferiore, ma ci conviene suonare tutto un'ottava sopra.
- si può effettuare l'omit 3 solo sulla posizione dalla terza.
- si può effettuare l'axis 3 (innalzamento) portando la terza voce dall'alto all'ottava superiore e ottenendo il classico comping.